# Maja Murić
Maja Murić (27 febbraio 1974) è un'ex tennista jugoslava, successivamente croata.

## Carriera
In carriera ha raggiunto una finale di doppio al WTA Austrian Open nel 1993, in coppia con la ceca Pavlina Rajdlová. Nei tornei del Grande Slam ha ottenuto il suo miglior risultato raggiungendo i quarti di finale di doppio a Wimbledon nel 1994, in coppia con l'olandese Ingelise Driehuis.
In Fed Cup ha disputato un totale di 20 partite, ottenendo 14 vittorie e 6 sconfitte.

## Statistiche

### Doppio

#### Finali perse (1)
| Numero | Anno           | Torneo                       | Superficie  | Compagna         | Avversarie in finale     | Punteggio |
| 1.     | 18 luglio 1993 | WTA Austrian Open, Kitzbühel | Terra rossa | Pavlina Rajdlová | Li Fang Dominique Monami | 2-6, 1-6  |